# 大港街道 (天津市)
大港街道，是中华人民共和国天津市滨海新区下辖的一个街道办事处。
2013年12月19日，天津市民政局批复同意将迎宾街道、胜利街道两街道办事处所辖区域合并，设立大港街道。

## 行政区划
大港街道下辖以下地区：
兴盛里社区、振业里社区、兴安里社区、阳春里社区、重阳里社区、晨晖里社区、开元里社区、港明里社区、曙光里社区、建安里一社区、建安里二社区、福苑里社区、福安里社区、晨晖北里社区、春晖里社区、港星里社区、福华里社区、春港花园社区、兴德里社区、朝晖里社区、兴慧里社区、地球村社区、前进里社区、前光里北社区、七邻里社区、六合里社区、双安里社区、三春里社区、胜利里社区、四化里社区、五方里社区、荣华里社区、兴华里社区、前光里南社区和大港石化产业园社区。